# Linha 1 do VLT da Baixada Santista
A Linha 1: Barreiros ↔ Porto é atualmente a única linha em operação do VLT da Baixada Santista, tendo sido inaugurada no dia 31 de janeiro de 2016. Estende-se por cerca de 11,5 km e possui um total de 15 paradas em operação, todas de superfície. O sistema é operado pelo Consórcio BR Mobilidade.

## História
Inaugurada em 31 de janeiro de 2016, esta foi a primeira linha de VLT construída na Região Metropolitana da Baixada Santista, sob a responsabilidade da Empresa Metropolitana de Transportes Urbanos de São Paulo (EMTU), reaproveitando integralmente o leito ferroviário que atravessa a área central dos municípios de São Vicente e Santos herdado da Fepasa, que operou neste trecho o Trem Intra Metropolitano entre os anos de 1990 e 1999; e era utilizado para o transporte de cargas até janeiro de 2008.
A linha, ao longo dos anos, foi sendo ampliada a medida que novos trechos eram entregues. A tabela abaixo lista cada trecho construído, junto com sua data de inauguração, o número de estações inauguradas e o número de estações acumulado:
| Trecho                                  | Inauguração           | N.º de estações entregue                  | N.º de estações acumulado      |
| --------------------------------------- | --------------------- | ----------------------------------------- | ------------------------------ |
| Mascarenhas de Moraes ↔ José Monteiro   | 6 de junho de 2014    | 5                                         | 5                              |
| José Monteiro ↔ Pinheiro Machado        | 23 de junho de 2015   | 4                                         | 9                              |
| Pinheiro Machado ↔ Bernardino de Campos | 27 de abril de 2016   | 1                                         | 10                             |
| Barreiros ↔ Mascarenhas de Moraes       | 31 de janeiro de 2017 | 1                                         | 14 (15 após fevereiro de 2017) |
| Bernardino de Campos ↔ Porto            | 31 de janeiro de 2017 | 3 (mais 1 foi inaugurada no mês seguinte) | 14 (15 após fevereiro de 2017) |

## Estações

### Barreiros → Porto
| Nome                     | Inauguração             | Comuna      | Posição    | Latitude      | Longitude     |
| ------------------------ | ----------------------- | ----------- | ---------- | ------------- | ------------- |
| Barreiros                | 31 de janeiro de 2017   | São Vicente | Superfície | 23° 57' 38" S | 46° 24' 33" O |
| Mascarenhas de Moraes    | 6 de junho de 2014      | São Vicente | Superfície | 23° 57' 41" S | 46° 23' 53" O |
| São Vicente              | 6 de junho de 2014      | São Vicente | Superfície | 23° 57' 45" N | 46° 23' 15" O |
| Antônio Emmerich         | 6 de junho de 2014      | São Vicente | Superfície | 23° 57' 52" S | 46° 22' 50" O |
| Nossa Senhora das Graças | 6 de junho de 2014      | São Vicente | Superfície | 23° 57' 58" S | 46° 22' 34" O |
| José Monteiro            | 6 de junho de 2014      | São Vicente | Superfície | 23° 58' 05" S | 46° 22' 15" O |
| Itararé                  | 23 de junho de 2015     | São Vicente | Superfície | 23° 58' 06" S | 46° 21' 44" O |
| João Ribeiro             | 23 de junho de 2015     | São Vicente | Superfície | 23° 58' 02" S | 46° 21' 28" O |
| Nossa Senhora de Lourdes | 23 de junho de 2015     | Santos      | Superfície | 23° 57' 55" S | 46° 21' 08" O |
| Pinheiro Machado         | 23 de junho de 2015     | Santos      | Superfície | 23° 57' 47" S | 46° 20' 45" O |
| Bernardino de Campos     | 27 de abril de 2016     | Santos      | Superfície | 23° 57' 41" S | 46° 20' 20" O |
| Ana Costa                | 31 de janeiro de 2017   | Santos      | Superfície | 23° 57' 34" S | 46° 19' 59" O |
| Washington Luís          | 31 de janeiro de 2017   | Santos      | Superfície | 23° 57' 27" S | 46° 19' 41" O |
| Conselheiro Nébias       | 14 de fevereiro de 2017 | Santos      | Superfície | 23° 57' 27" S | 46° 19' 25" O |
| Porto                    | 31 de janeiro de 2017   | Santos      | Superfície | 23° 57' 25" S | 46° 18' 48" O |